# Desa Tlaga (administrativ by i Indonesien, lat -7,36, long 108,96)
Desa Tlaga är en administrativ by i Indonesien.   Den ligger i provinsen Jawa Tengah, i den västra delen av landet, 270 km sydost om huvudstaden Jakarta.